# Кандауров, Иван Михайлович
Иван Михайлович Кандауров (19 февраля 1926, Пимено-Черни — 25 сентября 1992, Волгоград) — советский, затем российский писатель-документалист и журналист, член Союза журналистов (с 1958 года) и Союза писателей СССР (с 1983 года).

## Биография
Родился 19 февраля 1926 года в хуторе Пимено-Черни Котельниковского района Волгоградской области, в семье крестьянина. Окончив девятилетнюю школу в 1943 году, стал участником Великой Отечественной войны. Рядовым принимал участие в боевых операциях на Южном и 2-м Украинском фронтах, состоял в составе семьдесят первого гвардейского отдельного разведывательного артиллерийского дивизиона. В 1945 году вступил в ВКП(б). Спустя два года после окончания войны, был избран секретарём комитета ВЛКСМ дивизиона.
Экстерном окончил среднюю школу, а затем отправился на учёбу в областную партийную школу, после окончания которой на протяжении семнадцати лет проработал в газетах Среднеахтубинского, Котельниковского и Городищенского районов. В 1958 году был принят в Союз советских журналистов. Из-за закрытия городищенской районной газеты, с 1962 года был назначен заведующим сельскохозяйственным отделом межрайонной газеты «Борьба». Спустя год был переведён на должность редактора Среднеахтубинской районной газеты.
В 1968 году окончил отделение журналистики Высшей партийной школы при ЦК КПСС, и начиная с 1970 года занимал должности заведующего сектором печати, телевидения и радиовещания Волгоградского областного комитета КПСС, редактора журнала «Политическая информация». Начиная с 1983 года был членом Союза писателей СССР.
Иван Михайлович был потомственным казаком. В июне 1990 года он открыл первый организационно-учредительный Круг казаков Волгограда, впоследствии ставший Волгоградским округом Донских казаков.
Скончался 25 сентября 1992 года в Волгограде.

## Творчество
Иван Кандауров характеризуется исследователями прежде всего как писатель-документалист. В его библиографии большую часть занимают книги о партизанских движениях и подпольщиков, действующих во время Великой Отечественной войны под Сталинградом, Ростовом, в Молдавии, в Донбассе и на Правобережной Украине. Целью своего творчества Кандауров считал оставить после себя достоверные, основанные на архивных документах повести, в которых были бы запечатлены образы партизан и подпольщиков, участвовавшие в наиболее, по его мнению, «значительных» и «удачных» военных операциях.
Филолог Виталий Смирнов отмечал, что особенность повествования в его повести «Крепкие духом» заключается в том, что один из персонажей стремится знакомить других с биографиями их соратников по борьбе, что по его мнению, позволило произведению «максимально» вместить в себя документальный и биографический материалы.
Анализируя его очерк «Операции "Максима"», Смирнов обратил внимание на точное следование автором хронологии происходящего, вплоть до появления «статичности» в описании персонажей. К использованию художественности Иван Михайлович прибегал только тогда, когда необходимо связать событийную цепь произведения. Этому очерку, помимо установок на документальность и хронологию, также присущи уточнения и подробности, которые, по мнению филолога, «редко встретишь в собственно художественном тексте».

## Основные работы
Отдельные издания
- Кандауров И. Степные орлы : Повесть / Под ред. Зайцева В. Е. — Волгоград: Нижне-Волжское книжное издательство, 1972. — 191 с. — (Подвиг Сталинграда бессмертен). — 20 000 экз.
- Кандауров И. Пароль «Победа» : Докум. очерки. — Волгоград: Нижне-Волжское книжное издательство, 1973. — 374 с. — 25 000 экз.
- Кандауров И. Словацкая легенда : Повесть-хроника. — Волгоград: Нижне-Волжское книжное издательство, 1980. — 239 с.
- Кандауров И. Стойкость / Под ред. Цветкова Б. М.; Общ-я редколлегия: Алмазова Е. В и др.; Рецензенты: Дубицкая П. А., Дроботов В. Н. — Волгоград: Нижне-Волжское книжное издательство, 1983. — 416 с. — (Подвиг Сталинграда бессмертен). — 50 000 экз.
- Кандауров И. Ярость благородства : о партизан. движении в Великой Отеч. войне. — Волгоград: Нижне-Волжское книжное издательство, 1986. — 320 с. — 30 000 экз.
- Кандауров И. Иначе они не могли. — М.: ДОСААФ, 1986. — 208 с.
- Кандауров И. Земляки : Докум. повести. — Нижне-Волжское книжное издательство, 1989. — 254 с. — ISBN 5-7610-0124-1.
- Кандауров И. Донские казаки : лит.-ист. хроника их жизни, подвигов и трагедии. — Волгоград: Станица-2, 2003. — 368 с. — ISBN 5-93567-059-3.

Публикации в периодической печати
- Кандауров И. Явка на Пушкинской: главы из романа-хроники «Красный Апостол» // Живое слово. — 1990. — № 10.
- Кандауров И. В Петроград, к Ленину: главы из романа-хроники «Красный Апостол» // Волгоградская правда. — 1990. — 21 апреля. — ISSN 2218-5445.
- Кандауров И. В Петроград, к Ленину: главы из романа-хроники «Красный Апостол» // Волгоградская правда. — 1991. — 10—14 января. — ISSN 2218-5445.
- Кандауров И. День «Борьбы»: главы из романа-хроники «Красный Апостол» // Волгоградская правда. — 1992. — 30 мая. — ISSN 2218-5445.

## Награды
- Орден Отечественной войны II степени[8];
- Орден «Знак Почёта»[2].